# Giuseppe Pontiggia

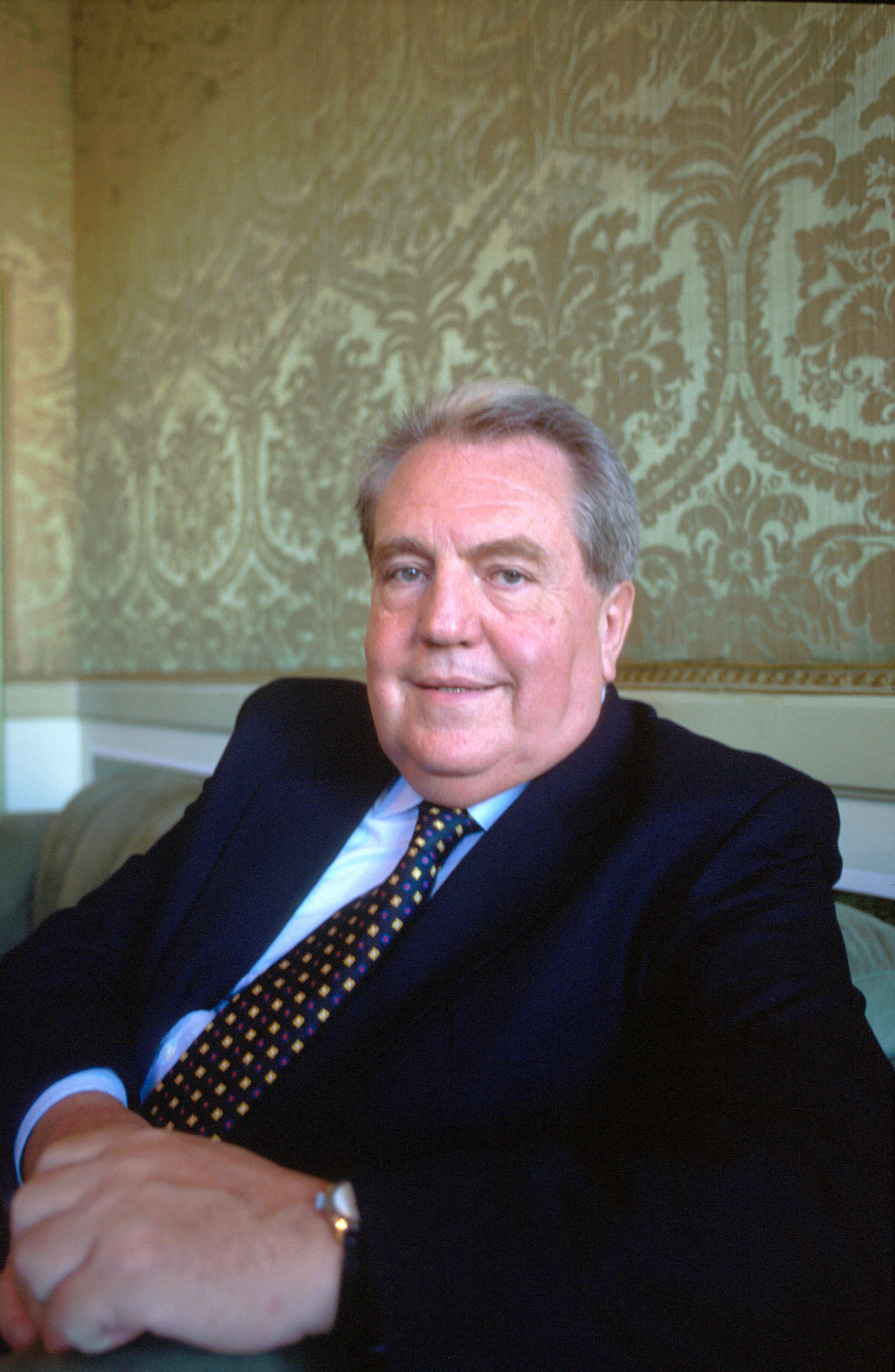
Giuseppe Pontiggia, 1994

Giuseppe Pontiggia född 25 september 1934 i Como, död 27 juni 2003 i Milano, var en italiensk författare och litteraturkritiker.

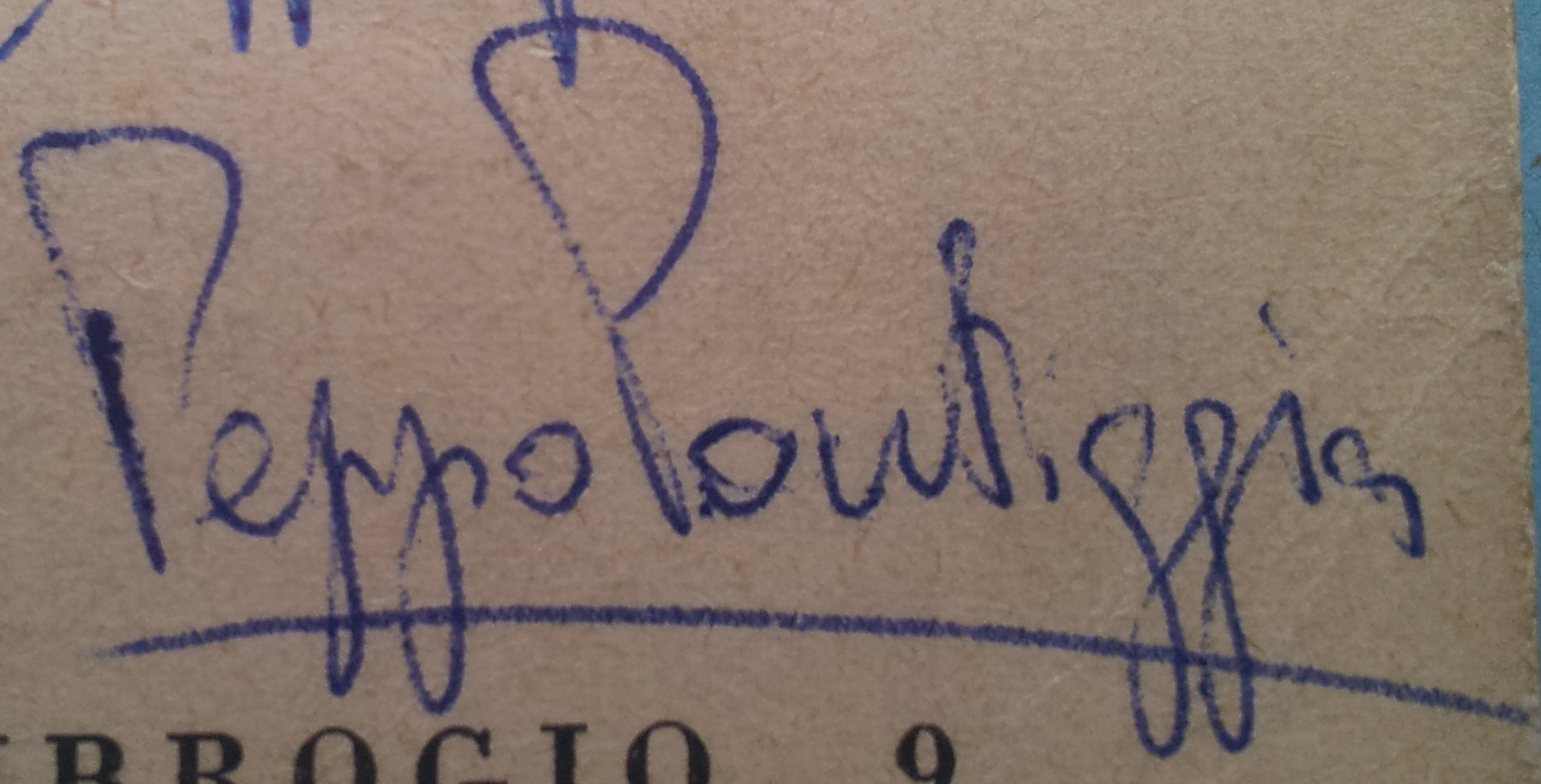

Pontiggias debutroman var L'arte della fuga som gavs ut 1968.